# Campo di aviazione di Sovizzo
Il campo di aviazione di Sovizzo fu uno dei primi aeroporti militari d'Italia, il primo aeroporto di Sovizzo fino al 1918.

## Storia
Costruito a nord dell'abitato di Sovizzo, venne attivato nel novembre 1917 quando dal campo di aviazione di Villaverla, preso di mira dall'artiglieria austro-ungarica, vi furono trasferite alcune Squadriglie da caccia e da ricognizione.
Tale campo era precedentemente usato per il supporto e come deposito munizioni dell'artiglieria del Regio Esercito.
La pista di decollo ed atterraggio, costituita da una striscia erbosa lunga circa seicento metri e larga 140, era posta proprio nel mezzo della vallata chiusa del torrente Onte, in corrispondenza di gruppo di case conosciuto con il nome di Contrà dea vecia (Contrada della Vecchia). Questa posizione era ritenuta particolarmente felice, in quanto riparata dai venti che si incuneavano tra le valli circostanti, e contemporaneamente poco visibile dalle postazioni avanzate austriache situate nelle montagne circostanti.
Sul campo furono installati quattro hangar Bessoneau ed almeno sei del tipo Mercandino, e inoltre furono erette una serie di baracche destinate ad ospitare il personale di volo e quello destinato alla manutenzione degli aerei. Una parte del personale fu alloggiata in alcune case del circondario e nel paese di Sovizzo.
Il 23 novembre 1917 arriva la 71ª Squadriglia caccia che resta fino al 14 maggio 1918 andandosene dopo una pioggia torrenziale, il 10 dicembre 1917 la 31ª Squadriglia fino al 10 aprile 1918, dal 15 dicembre la 121ª Squadriglia fino al 16 aprile 1918, il 16 dicembre 1917 fu costituito il XVI Gruppo Aeroplani, formato dalle squadriglie 31ª, dotata dei Savoia-Pomilio SP.2 e SP.3, 71ª, 121ª, ed inquadrato nel Comando di Aeronautica della 1ª Armata (Regio Esercito) al comando interinale del Capitano Amerigo Notari che comandava la 71ª. 
Altri reparti di stanza a Sovizzo furono dal dicembre 1917 la 1ª Sezione SVA fino al marzo 1918 e dal 13 febbraio 1918 la 135ª Squadriglia fino alla metà di maggio.
L’attività aerea dei reparti di stanza sul campo fu particolarmente intensa nei primi mesi del 1918, anche se ostacolata dalle sfavorevili condizioni meteorologiche che, in alcune occasioni, portarono ad un parziale allagamento del campo di volo dovuto alla tracimazione del torrente Onte. L’8 maggio 1918, dopo che per alcuni giorni di pioggia particolarmente intensa, il torrente era tracimato per l’ennesima volta, allagando tutto il campo e impedendo completamente l’attività di volo, il Comando Aeronautica della 1ª Armata predispose l'evacuazione immediata del campo con spostamento di tutti i reparti di volo sul vicino campo di Castelgomberto, divenuta effettiva dal 10 dello stesso mese.

### Annotazioni
1. ↑  Questo gruppo di case è tuttora esistente.

### Fonti
1. ↑  Tamiozzo 2013, p. 20.
2. 1 2 3 4 5  Fronte del Cielo.
3. 1 2 3 4 5 6  Strafexpedition 1916.

### Pubblicazioni
- Dina Tamiozzo, Quando a Sovizzo si volava, in Il Giornale di Vicenza, n. 6, Vicenza, 15 luglio 2013,  p. 2.